# Âm thanh hầu
Trong ngữ âm học, âm thanh hầu (tiếng Anh: glottal consonant) là những phụ âm có vị trí cấu âm nằm ở thanh môn. Nhiều nhà ngữ âm học coi chúng (nhất là âm xát thanh hầu) là trạng thái quá độ của thanh môn mà không có vị trí phát âm đích thực như những phụ âm khác, còn nhà ngữ âm học khác coi chúng không phải là phụ âm cả.
Tuy nhiên trong nhiều ngôn ngữ trên thế giới các phụ âm hỏng có hành vi như phụ âm bình thường. Ví dụ trong tiếng Ả Rập hiện đại tiêu chuẩn phần lớn những từ có gốc từ là ba phụ âm (như K-T-B cho những từ liên quan đến "viết") rồi gốc ba phụ âm đó được điền vào mẫu (như -ā-i- dẫn đến kātib "nhà văn", hoặc ma--ū- dẫn đến maktūb "bức thư"). Trong hệ thống này những phụ âm thanh hầu /h/ và /ʔ/ có vai trò giống phụ âm "bình thường" như /k/ hoặc /n/.

## Phụ âm thanh hầu trong Bảng mẫu tự ngữ âm quốc tế
Bảng mẫu tự ngữ âm quốc tế (IPA) có mẫu tự cho phụ âm thanh hầu này:
| IPA | Tên                        | Ví dụ    | Ví dụ    | Ví dụ      | Ví dụ   |
| IPA | Tên                        | Ngôn ngữ | Chính tả | IPA        | Nghĩa   |
| --- | -------------------------- | -------- | -------- | ---------- | ------- |
| ʔ   | âm tắc thanh hầu vô thanh  | Hawaiʻi  | Hawai‘i  | [haˈʋai̯ʔi] | Hawaiʻi |
| ɦ   | âm xát thanh hầu hữu thanh | Séc      | Praha    | [ˈpraɦa]   | Praha   |
| h   | âm xát thanh hầu vô thanh  | Việt     | hư       | [hɨ˧]      | hư      |

## Đặc trưng
Trong nhiều ngôn ngữ những "âm xát thanh hầu" không phải là âm xát đích thực. Tên này là cách sử dụng theo lịch sử của từ đó. Thay vì đó, âm xát thanh hầu là trạng thái quá độ của thanh môn không có vị trí phát âm cụ thể, và có thể có hành vi như âm tiếp cận.
Âm tắc thanh hầu có mặt trong nhiều ngôn ngữ. Trong nhiều ngôn ngữ tất cả những thanh mẫu không phụ âm sẽ có âm tắc thanh hầu. Ví dụ, trong tiếng Việt từ "ăn" bình thường được phát âm [ʔăn].
Nhiều ngôn ngữ khác sử dụng âm tắc thanh hầu như phụ âm bình thường và viết âm đó bằng chữ cái riêng. Trong tiếng Hawaiʻi nó được viết bằng dấu nháy đơn mở ⟨‘⟩ tên là ʻokina, nhiều thứ tiếng Trung Bộ châu Mỹ sử dụng chữ ⟨h⟩, còn tiếng Malta sử dụng chữ ⟨q⟩. Trong bảng chữ cái khác có thể sử dụng dấu phụ, như bảng chữ cái Ả Rập có dấu hamzah ⟨ء⟩.
Khi phát âm phụ âm tắc thanh hầu, thanh môn sẽ đóng, nên không thể phát âm phụ âm đó một cách hữu thanh.